# Epicauta castadiva
Epicauta castadiva is een keversoort uit de familie van oliekevers (Meloidae). De wetenschappelijke naam van de soort is voor het eerst geldig gepubliceerd in 1991 door Pinto.